# Adriaan Korteweg

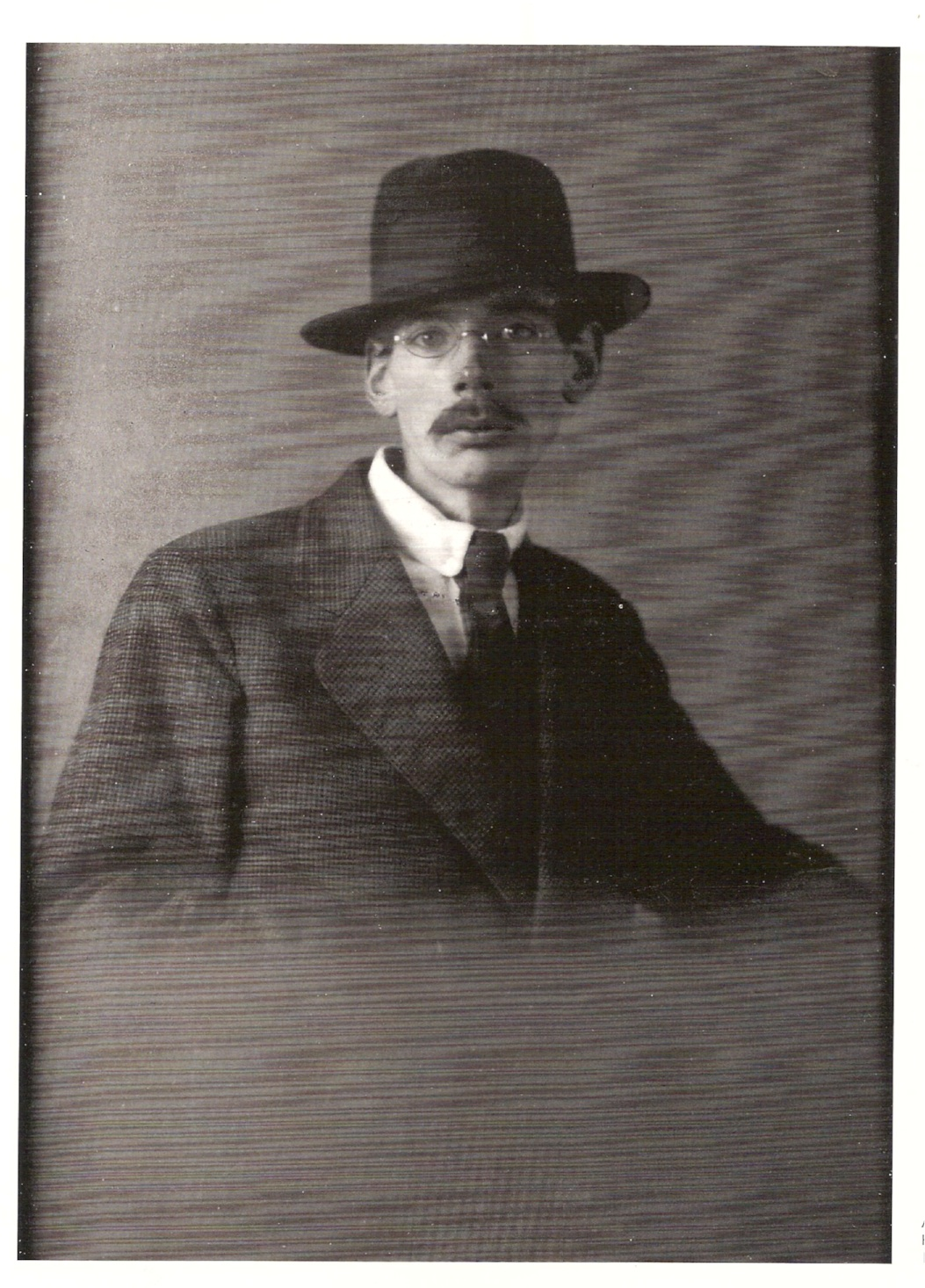
Adriaan Korteweg

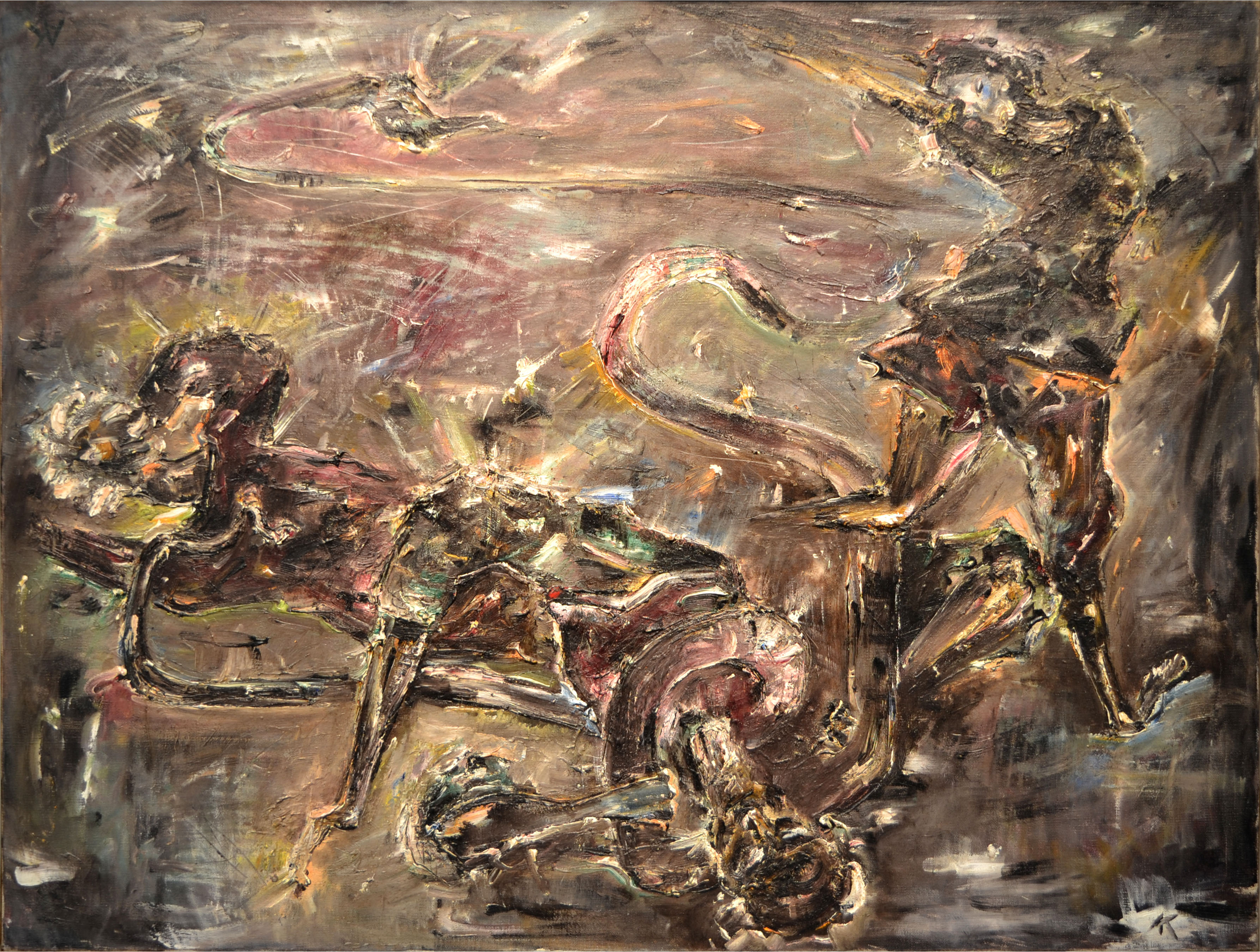
Laocoonte, 1914

Adriaan Johan Korteweg (Wormerveer, 21 de septiembre de 1890 – Madrás, La India, 12 de noviembre de 1917) fue un pintor y teósofo de los Países Bajos.

## Biografía
Era el cuarto de los cinco hijos del médico de cabecera Pieter Cornelis Korteweg y de Cornelia Wilhelmina Laan. 
Tras sus estudios de Secundaria, ingresó en la Universidad Técnica de Delft en 1908 para estudiar arquitectura. En 1911 participó como ayudante del arquitecto Joseph Cuypers en la construcción de la Bolsa de Ámsterdam. En 1912 lo dejó todo para dedicarse exclusivamente a la pintura.
Sus primeras obras muestran una gran influencia de Vincent van Gogh, pero muy pronto se entusiasmaría con las ideas y las pinturas de Vasili Kandinski, de quien seguramente vio en Utrecht una exposición itinerante de sus obras. Seguramente leyó el ensayo de Kandisnki Über das Kunstverstehen, escrito expresamente para la revista De Kunst, y también su libro De lo espiritual en el arte.
A finales de marzo de 1913 se instaló en Múnich. Alquiló una habitación en el barrio de Schwabing y sólo unos pocos días después de su llegada se acercó al estudio de Kandisnki para visitarle. Se había puesto en contacto con él gracias a otros miembros del grupo expresionista Der Blaue Reiter (El Jinete Azul).
Por mediación del pintor Franz Marc, Korteweg participó con cuatro pinturas en el Primer Salón de Otoño (Erster Deutscher Herbstsalon) de Berlín, organizado por Herwarth Walden en 1913.
El año que pasó Korteweg fue muy importante para su producción artística: allí creó la parte más importante e interesante de su obra. Estudió a los pintores clásicos (como Rembrandt) y encontró pronto un estilo propio, muy personal. Le influyó especialmente El Greco, de quien se había celebrado en 1911 una gran exposición en Múnich. Entre sus contemporáneos, fueron muy importantes Edvard Munch y los pintores de Der Blaue Reiter, especialmente Franz Marc.
A finales de marzo de 1914 Korteweg regresó a Ámsterdam. Al principio, se instaló en la Havenstraat y más tarde con su amigo Dirk Koning en la Zeilstraat. Pronto entró en el círculo de los pintores Martin Monnickendam, Jaap Weyland y Cornelis Spoor. Se convirtió en un gran difusor de las ideas estéticas de Kandinski. Por esas fechas también ingresó en la Sociedad Teosófica neerlandesa. Cuando estalló el Primera Guerra Mundial se cerraron las fronteras y las relaciones con Alemania se interrumpieron. 
En otoño de 1914 Korteweg, gracias a la intervención de Dirk Koning, participó en la cuarta exposición del grupo artístico De Onafhankelijken (Los Independientes), y también expuso sus obras en otras exposiciones, pero en este tiempo su centro de interés se había volcado en sus lecturas teosóficas.
En enero de 1916 solicitó trabajo como dibujante de arquitectura en el estudio de Karel de Bazel (muy interesado también en la teosofía), pero fue rechazado por no haber completado sus estudios. A continuación, Korteweg se involucró en la colonia agrícola Westerweg en la aldea de Nieuwe Niedorp (en la provincia de Holanda Septentrional). Esta colonia estaba estrechamente relacionada con la cooperativa socialista Walden, fundada por Frederik van Eeden y compartía sus ideales de pacifismo y veganismo. Korteweg vivió aquí desde junio a septiembre.
Se trasladó a La Haya hasta que le llegó el momento de cumplir el servicio militar, a lo que se negó por sus ideas pacifistas. Fue encarcelado en el cuartel Kromhout de Utrecht. Debido a su delicado estado de salud, posteriormente fue enviado al hospital militar local, donde se aplicó en sus lecturas teosóficas y tomó la decisión de marcharse a La India en cuanto tuviera posibilidad. Finalmente fue declarado incapaz para el servicio de armas, dejó un poder a su amigo Dirk Koning encomendándole la custodia de sus bienes y se embarcó a finales de diciembre. Llegó a La India en febrero de 1917, pero antes de dirigirse a Madrás viajó a las Indias Orientales Neerlandesas y se instaló durante un tiempo en Java, donde no se sintió cómodo. En abril regresó a La India y permaneció varios meses en un santuario hindú en Madrás.